# Bitva u Smolenska (1941)
První bitva o Smolensk byla součástí německého plánu Operace Barbarossa a odehrávala se v rozpětí dvou měsíců od 10. července do 10. září 1941. Podle plánu nacistického Německa mělo dojít k mohutné obkličovací akci v prostoru Smolenska, který byl významným strategickým a dopravním uzlem, ke zničení sovětských vojsk a k otevření si cesty do Moskvy.
Od zahájení Operace Barbarossa postoupila německá vojska do konce června až k Minsku, kde zajala v Byalistocko-Minském kotli přes 300 tisíc Rudoarmějců. Sovětská obrana se počátkem měsíce července ustálila na čáře Vitebsk - Orša - Mogilev. Zde vojska Rudé armády a Wehrmachtu sváděly urputné boje. Nejdéle se bránily jednotky generálmajora M. T. Romanova v Mogilevu, a to až do 26. července 1941.

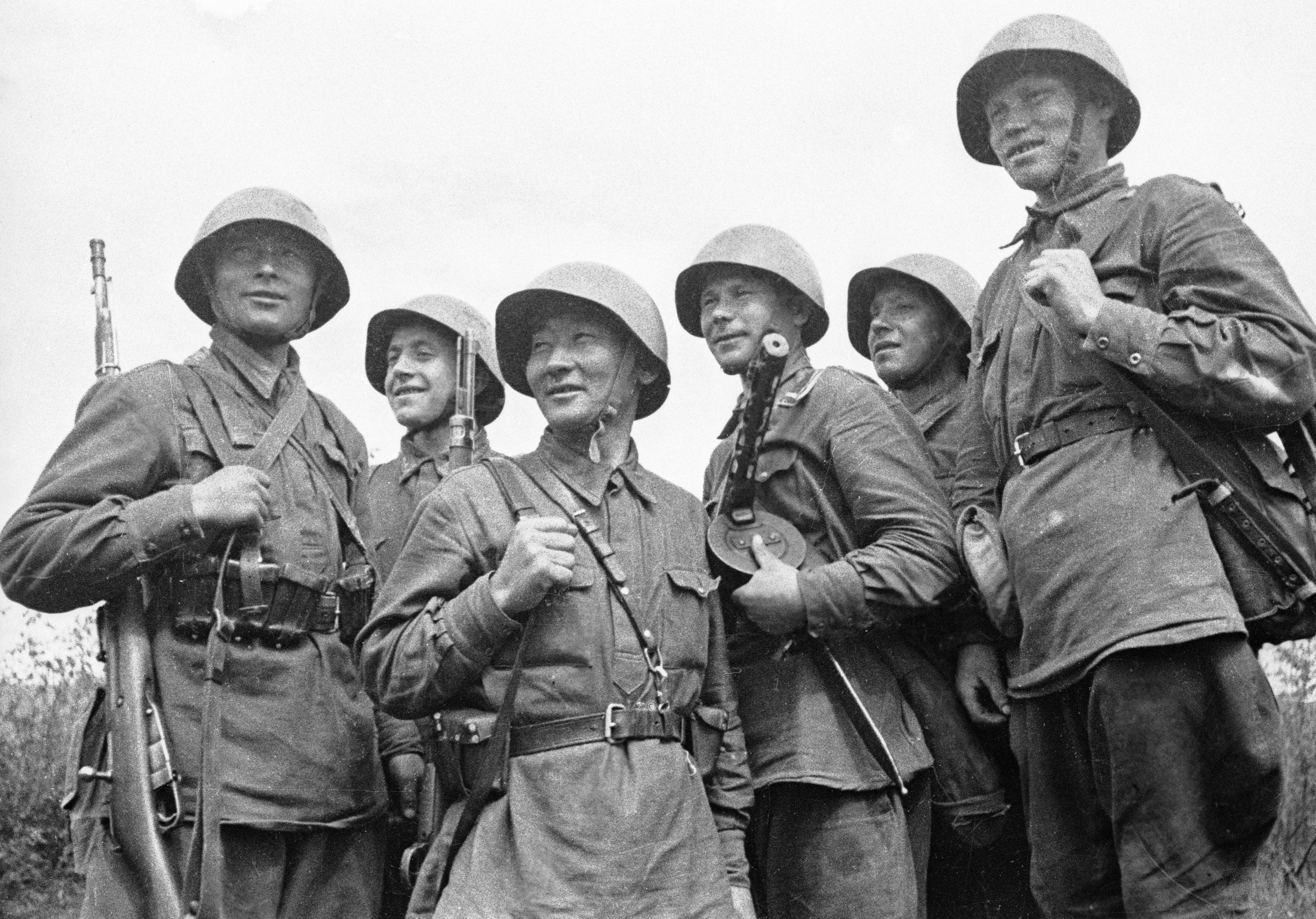
Vojáci Rudé armády u Smolenska

Začátek bitvy u Smolenska je datován na 10. červenec 1941, kdy vojska skupiny armád Mitte polního maršála Fedora von Bock obsadily Vitebsk. Němci se snažili podniknout obkličovací manévry, ovšem sovětským jednotkám se podařilo uniknout z obklíčení. Rudá armáda se soustředila na další obranné boje a působila německým jednotkám velké ztráty. Dne 30. července podnikly jednotky pod vedením Georgije Žukova úspěšný protiútok u Jelni, při kterém poprvé od začátku války dokázaly obsadit území, které bylo předtím ovládané Němci. Počátkem srpna zahájily tankové svazy 9. německé armády obkličovací manévr, část bránících se sovětských vojsk ve dnech 5. - 6. srpna obešly a obsadily Smolensk. V obklíčeném kotli zůstalo 300 tisíc rudoarmějců. Dalším obklíčeným sovětským jednotkám se podařilo uniknout díky úderům posil vojsk Západního frontu a díky tomu se podařila zkonsolidovat další obranná linie před Moskvou. V prostoru u Jelni pokračovaly další boje a dne 10. září přešla Rudá armáda do obrany.
Němci zajali ve smolenském kotli 300 tisíc vojáků, ukořistili 3200 tanků a 3000 děl, ovšem sami utrpěli velké ztráty, když přišli o 250 tisíc mužů a značné množství techniky. Díky těmto vleklým a vyčerpávajícím bojům však mohla Rudá armáda zkonsolidovat obranu při útoku na Moskvu a Němcům se vzdálila možnost na dobytí Moskvy na přelomu letních a podzimních měsíců.